# Loi sur les ingénieurs
Lire en ligne

version officielle en vigueur

La Loi sur les ingénieurs est une loi québécoise qui encadre la pratique du génie au Québec. Cette loi définit également l'Ordre des ingénieurs du Québec.